# Маршрутизиращи протоколи
Маршрутизиращите протоколи или още рутинг протоколите (от английски: Routing protocols, routing на български се превежда като маршрутизация) дават възможност на рутерите динамично да научават пътищата до хостовете-местоназначения и мрежите-местоназначения. Целта на всеки маршрутизиращ протокол, независимо от неговия тип, е да препраща дейтаграми до техните местоназначения. Когато даден рутер приеме дейтаграма, той идентифицира мрежата или хостовете на нейното местоназначение.

## Класификация
Основните рутинг протоколи са:
- RIP (Routing Information Protocol) - дистанционен векторен маршрутизиращ протокол. Подходящ e за малки вътрешни мрежи. Използва бродкастни съобщения. Представлява IGP протокол.
- IGRP (Interior Gateway Routing Protocol).
- EIGRP (Enhanced Interior Gateway Routing Protocol) е разработен от и е собственост на Cisco Systems. Той е базиран на IGRP, като са въведени много подобрения. Конфигурирането му е подобно на IGRP, но с много link-state характеристики, които са добавени за да позволят на EIGRP да обслужва по-големи корпоративни мрежи. Тези характеристики включват:
  - Бърза конвергенция (времето, което отнема за да се обработят промените в мрежата и да се влезе отново в оперативен режим);
  - Свободна от Loops (цикли) топология;
  - VLSM (variable length subnet masks) и обобщение на маршрутите;
  - Multicast
  - Намиране на маршрути едновременно за няколко рутирани протоколи (routed protocols)
- OSPF (Open Shortest Path First) – линк-стейт протокол, който разделя топологията за рутиране на области. Предимството на OSPF е, че link-state информацията за всяка област се съдържа само в нея и само за нея.
- IS-IS (Intermediate System to Intermediate System).
- BGP (Border Gateway Protocol) – външен протокол, осигуряващ безциклична маршрутизация между домейни, който представлява интелигентен и сигурен маршрутизиращ протокол, базиран на правила.